# Amphisbetetus gederati
Amphisbetetus gederati là một loài ruồi trong họ Asilidae. Amphisbetetus gederati được Efflatoun miêu tả năm 1937. Loài này phân bố ở vùng Cổ Bắc giới.